# (163132) 2002 CU11
(163132) 2002 CU11 es un asteroide que forma parte de los asteroides Apolo, descubierto el 7 de febrero de 2002 por el equipo del Lincoln Near-Earth Asteroid Research desde el Laboratorio Lincoln, Socorro, Nuevo México.

## Designación y nombre
Designado provisionalmente como 2002 CU11.

## Características orbitales
2002 CU11 está situado a una distancia media del Sol de 1,219 ua, pudiendo alejarse hasta 1,579 ua y acercarse hasta 0,8596 ua. Su excentricidad es 0,295 y la inclinación orbital 48,78 grados. Emplea 491,939 días en completar una órbita alrededor del Sol.

## Características físicas
La magnitud absoluta de 2002 CU11 es 18,5.